# 피닉스 선스
피닉스 선스(영어: Phoenix Suns)는 미국 애리조나주 피닉스를 연고지로 하는 NBA 서부 콘퍼런스 퍼시픽 디비전 소속 프로 농구 팀이다.
포인트 가드 스티브 내시를 영입한 2004-2005 시즌 62승 20패로 NBA 정규리그 우승을 차지하였으며, 2005-2006 시즌 NBA 한 시즌 팀 최다 3점 기록인 837개를 기록하였고 막강한 공격력을 자랑했다. 선스의 홈 아레나는 풋프린트 센터로 다운타운에 위치하고 있다. 1968년 이후로 선스는 좋은 성적을 기록하고 있다. 40년 동안 1,750승을 거두었고 8번의 웨스트 컨퍼런스 우승을 기록하였으며, 1976년과 1993년, 2021년에는 NBA 결승전에도 진출했다.

## 선수단
2024년 5월 기준이다.
- 0. 로이스 오닐
- 1. 데빈 부커
- 2. 조시 오코기
- 3. 브래들리 빌
- 4. 아이제아 토머스
- 8. 그레이슨 앨런
- 10. 데미언 리
- 11. 볼 볼
- 12. 이시 웨인라이트
- 14. 드루 유뱅크스
- 20. 유수프 누르키치
- 21. 데이비드 로디
- 23. 에릭 고든
- 25. 나시르 리틀
- 27. 우도카 아주부키
- 30 새디어스 영
- 35. 케빈 듀랜트
- 38. 새번 리
- 감독: 공석

## 역대 홈경기장

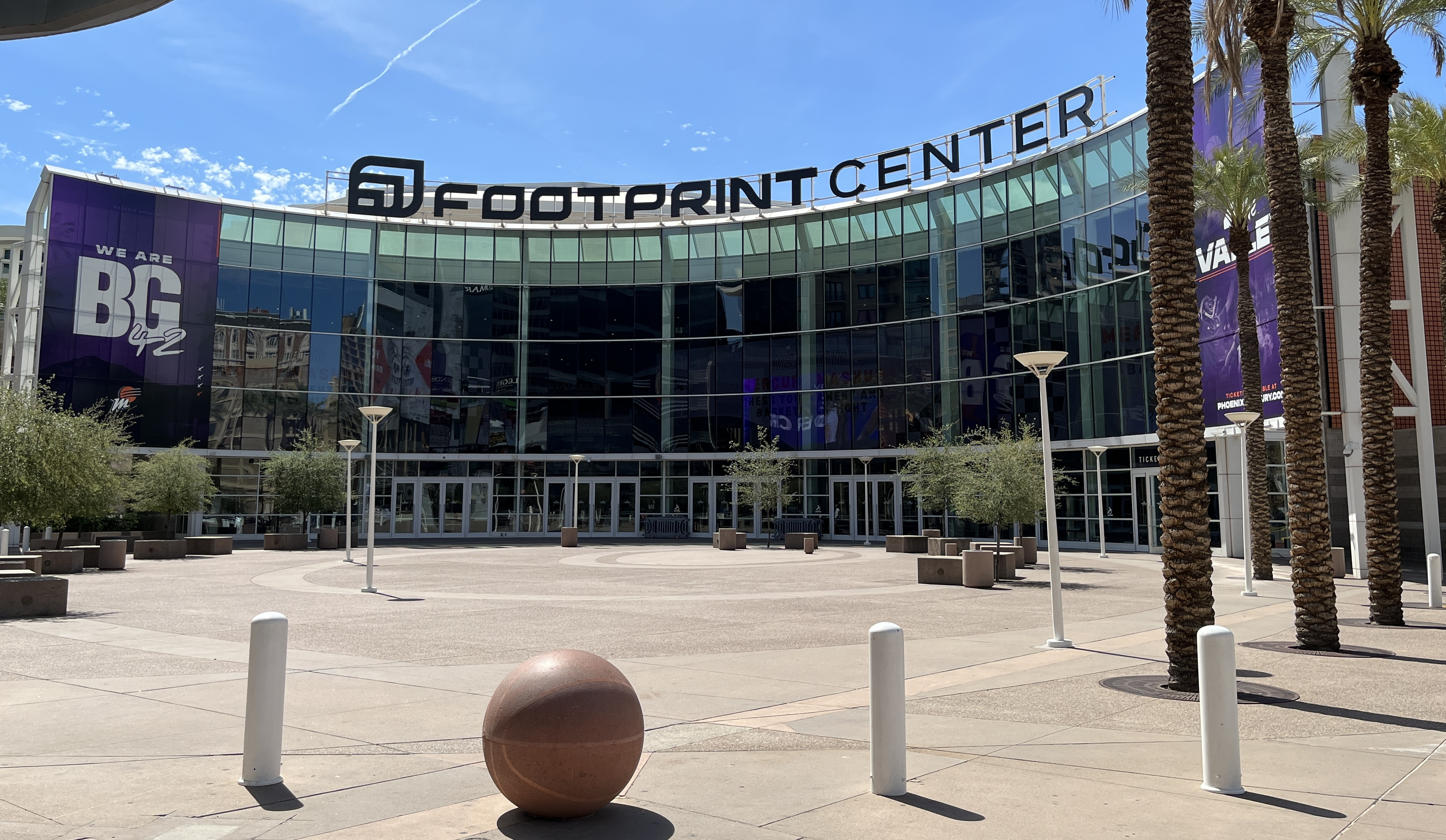
피닉스 선스의 홈경기장인 경기장 PHX 아레나

| 경기장                              | 사용기간      | 수용인원 | 장소              | 비고 |
| ----------------------------------- | ------------- | -------- | ----------------- | --- |
| 피닉스 선스                         |               |          |                   | |
| 애리조나 베터런스 메모리얼 콜리시엄 | 1968년~1992년 | 14,870명 | 애리조나주 피닉스 | 빈칸 |
| PHX 아레나                          | 1992년~현재   | 17,071명 | 애리조나주 피닉스 | 아메리카 웨스트 아레나 (1992년~2006년) US 에어워스 센터(2006년~2015년) 토킹 스틱 리조트 아레나 (2015년~2020년) PHX 아레나(2020년~2021년) 피닉스 선스 아레나(2021년) 풋프린트 센터(2021년~2025년) |

## 영구 결번
| 번호        | 이름                | 포지션 | 활동 기간                          | 비고                                                              |
| ----------- | ------------------- | ------ | ---------------------------------- | ----------------------------------------------------------------- |
| 피닉스 선스 |                     |        |                                    |                                                                   |
| 5           | 딕 밴 아스데일      | 가드   | 1968년~1977년                      | 1987년 감독                                                       |
| 6           | 월터 데이비스       | 가드   | 1977년~1988년                      | 빈칸                                                              |
| 6           | 빌 러셀             | 센터   | 빈칸                               | NBA 최초로 전 구단 영구결번됨.                                    |
| 7           | 케빈 존슨           | 가드   | 1988년~1998년 2000년               | 빈칸                                                              |
| 9           | 댄 멀리             | 포워드 | 1988년~1995년 2001년~2002년        | 2008년~2013년 코치                                                |
| 13          | 스티브 내시         | 가드   | 1996년~1998년 2004년~2012년        | 빈칸                                                              |
| 24          | 톰 챔버스           | 포워드 | 1988년~1993년                      | 빈칸                                                              |
| 31          | 숀 매리언           | 포워드 | 1999년~2008년                      | 빈칸                                                              |
| 32          | 아마레 스터드마이어 | 포워드 | 2002년~2010년                      | 빈칸                                                              |
| 33          | 앨번 애덤스         | 센터   | 1975년~1988년                      | 그랜트 힐 (2007년 ~ 2012년) 착용함.                               |
| 34          | 찰스 바클리         | 포워드 | 1992년~1996년                      | 빈칸                                                              |
| 42          | 코니 호킨스         | 포워드 | 1969년~1973년                      | 빈칸                                                              |
| 44          | 폴 웨스트팰         | 가드   | 1975년~1980년 1983년~1984년        | 1992년~1996년 감독                                                |
| 832         | 코턴 피츠시먼스     | 빈칸   | 1970년~1972년 1988년~1992년 1996년 | 피닉스 선스에서 기록한 승수이다.                                  |
| 빈칸        | 제리 콜란젤로       | 빈칸   | 1968년~1995년                      | 1970년 단장 겸 감독 1972년~1973년 단장 겸 감독 1968년~1995년 단장 |
| 빈칸        | 존 맥클라우드       | 빈칸   | 1973년~1987년 1999년~2000년        | 감독 코치                                                         |
| 빈칸        | 조 프로스키         | 빈칸   | 1968년~2000년                      | 전 트레이너                                                       |
| 빈칸        | 알 맥코이           | 빈칸   | 1972년~현재                        | 장내 아나운서                                                     |

## 피닉스 선스 40주년 기념팀
인터넷 투표를 통해 팬들에 의해 선정된 40주년 기념팀이 2008년 1월 3일에 공개되었다. 같은 날 밤 선스는 팀의 40번째 시즌을 축하하기 위해 시애틀 슈퍼소닉스를 104-96으로 이겼다. 선스의 1968년 첫 경기는 시애틀 슈퍼소닉스와의 경기였다.
| 번호                      | 이름                | 포지션 | 활동 기간                   |
| ------------------------- | ------------------- | ------ | --------------------------- |
| 피닉스 선스 40주년 기념팀 |                     |        |                             |
| 5                         | 딕 밴 아스데일      | 가드   | 1968년~1977년               |
| 6                         | 월터 데이비스       | 가드   | 1977년~1988년               |
| 7                         | 케빈 존슨           | 가드   | 1988년~1998년 2000년        |
| 9                         | 댄 멀리             | 포워드 | 1988년~1995년 2001년~2002년 |
| 13                        | 스티브 내시         | 가드   | 1996년~1998년 2004년~2012년 |
| 24                        | 톰 챔버스           | 포워드 | 1988년~1993년               |
| 31                        | 숀 매리언           | 포워드 | 1999년~2008년               |
| 1 32                      | 아마레 스터드마이어 | 포워드 | 2002년~2010년               |
| 33                        | 앨번 애덤스         | 센터   | 1975년~1988년               |
| 34                        | 찰스 바클리         | 포워드 | 1992년~1996년               |
| 42                        | 코니 호킨스         | 포워드 | 1969년~1973년               |
| 44                        | 폴 웨스트팰         | 가드   | 1975년~1980년 1983년~1984년 |

## 라이벌
- 로스앤젤레스 레이커스

## 로고
2000~2001 시즌을 위해서 선스는 새로운 세가지 로고를 발표했다. 기존의 로고를 변형 업데이트한 두 로고는 모던하게 바꾸는 동시에 회색을 추가했다. 로고는 전설속의 새인 불사조를 기존 선스의 테마에 맞추어 넣었다. 그것은 팀의 홈타운인 불사조가 공에서 날아오르는 모습과 PHX라는 홈타운의 약자를 앞쪽에 가로넣었다. 코트의 한가운데에 새겨져있다. TV네트워크에서는 프라이머리 로고를 활발히 사용하지만, 웹사이트와 게임에서는 1990년대의 세컨더리 로고를 팀의 메인으로 사용하고 있다.

## 유니폼
2000~2001 시즌 동안 선스는 똑같은 흰색 홈유니폼과 보라색 원정유니폼을 입었다. 2003년 10월 20일 새로운 대체 유니폼이 발표되었는데 이는 1년에 5번 정도로만 사용되었다. 이 오렌지색 유니폼은 홈경기와 원정경기에서 둘 다 이용되었고 플레이오프에도 사용되었다. 이는 NBA에서 유일하게 도시 이름의 약자를 사용한 유니폼이기도 하다. 2006-2007시즌에는 바지 양쪽에 유니폼 넘버를 지우고 로고로 대체하였다.

## 선스 고릴라
NBA에서의 처음 11번의 시즌 동안 선스는 공식마스코트가 없었다. 처음에 시도한 마스코트는 해바라기 코스튬을 이용한 것이었으나 자리잡지 못했다. 1980년 겨울, 이스턴 어니언 텔레그램 서비스로부터 헨리로하스라는 이름의 노래하는 전보로 고릴라 코스튬이 아레나에 도착한다. 안전요원은 그를 보고 그에게 브레이크타임에 머무르도록 제안했다. 그는 계속해서 게임을 보러왔고 결국 공식적으로 선스의 마스코트로 초대되었다. 그 뒤로 이 고릴라의 이름은 ‘고’라고 불리게 되었다. 스랩스틱 코미디와 4쿼터 시작전 슬램덩크쇼등으로 유명세를 얻게 된다. 2005년 마스코트 홀오브 페임에 선정되기에 이른다.

## 같이 보기
- 피닉스 머큐리